# Refletância

Gráfico de porcentagem de reflectância

Reflectância é a proporção entre o fluxo de radiação eletromagnética incidente numa superfície e o fluxo que é refletido. Frequentemente a reflectância é apresentada sob a forma de percentagem.

Formalmente é descrito como:
{\displaystyle R={\frac {F_{r}}{F_{T}}}}
onde:
R: reflectância;

{\displaystyle F_{r}}: Fluxo de radiação eletromagnética refletido.
{\displaystyle F_{T}}: Fluxo de radiação eletromagnética incidente.
É a fracção da radiação reflectida:
- Se for 0 não há reflexão;
- Se for 1 toda a radiação é reflectida.
- A reflectância é uma grandeza adimensional.